# Кир (Іран)
Кир (перс. قير, також романізоване як Qīr) — місто і столиця округу Кир і Карзін, провінція Фарс, Іран. За даними перепису 2006 року, його населення становило 16 839 осіб, що проживали у складі 3722 сімей. Має висоту 771 метр (2 530 фут).
10 квітня 1972 року Кир був зруйнований сильним землетрусом, у якому загинуло 3399 осіб, що становило дві третини населення на той час :128